# باوليوس أندريجوسكاس
باوليوس أندريجوسكاس (مواليد 29 سبتمبر 1984) هو سبّاح ليتواني، مثّل بلاده في الألعاب الأولمبية الصيفية 2004.

## روابط خارجية
باوليوس أندريجوسكاس على موقع الاتحاد الدولي للسباحة (الإنجليزية)
- باوليوس أندريجوسكاس على موقع أوليمبيديا (الإنجليزية)